# George Peppard
George Peppard, född 1 oktober 1928 i Detroit, Michigan, död 8 maj 1994 (i lunginflammation) i Los Angeles, Kalifornien, var en amerikansk skådespelare. Hans mest kända roll under hans tidiga karriär var den manliga huvudrollen i filmen Frukost på Tiffany's (1961), där han spelade mot Audrey Hepburn. Han fick senare en comeback då han mellan 1983 och 1986 spelade överste John "Hannibal" Smith i TV-serien The A-Team, ledare för en grupp legosoldater.

## Biografi

### Uppväxt och tidig karriär
Peppard föddes i Detroit, Michigan. Hans mor var operasångerska, och hans far var byggnadsentreprenör. Innan han gick med i marinkåren studerade han som civilingenjör inom väg- och vattenbyggnadsteknik på Purdue University.
1949 gjorde han sin första scendebut på Pittsburgh Playhouse. Därefter gick han på The Actors Studio i New York. Hans första jobb på Broadway ledde till hans första TV-framträdande 1956 i The United States Steel Hour med Paul Newman. Hans Broadwayframträdande 1958 i The Pleasure of His Company ledde till ett MGM-kontrakt. Peppard gjorde sin filmdebut i Den utstötte (1957) (original: The Strange One) där han spelade tillsammans med Ben Gazzara med flera.

### Frukost på Tiffany'soch alkoholproblem
År 1961 fick Peppard sitt stora verkliga genombrott i filmen Frukost på Tiffany's där han spelade tillsammans med Audrey Hepburn. Han spelade rollen som Paul Varjek och filmen gjorde George Peppard till en superstjärna under 1960-talet. Han fortsatte med filmer som Så vanns vilda västern (1962) mot bland andra Henry Fonda och Gregory Peck. På grund av alkoholproblem under 1970-talet avstannade hans tidigare kometkarriär, och Peppard fick nöja sig med huvudrollen i ett antal B-filmer som till exempel Cannon from Cordoba (1970), samt huvudrollen i TV-deckarserien Banacek (1972–1974). Han slutade dricka alkohol 1978.

### The A-Team
År 1983 kom den stora vändningen då han återvände som TV-skådespelare. Han klev då in i den nu kultförklarade TV-serien The A-Team där han spelade överste John "Hannibal" Smith, en cigarrbolmande ledare för en grupp legosoldater. Hans medskådespelare var Mr. T, Dirk Benedict och Dwight Schultz. Serien spelades in mellan 1983 och 1986 och det gjordes totalt fem säsonger innan serien lades ned. The A-Team gjorde att han även blev känd för de yngre tittarna.

### Giftermål och barn
Peppard var gift fyra gånger och fick tre barn. 
- Helen Davies, gifta 1954–1964. Två barn: Bradford och Julie
- Elizabeth Ashley, gifta 1966–1972. Ett barn: Christian
- Sherry Boucher, gifta 1975–1979
- Alexis Adams, gifta 1984–1986

### Övrigt
Sina sista år i livet hjälpte han folk med alkoholproblem – en sits som han själv tidigare varit i. Han fick diagnosen lungcancer år 1992, och en del av hans ena lunga togs bort. Peppard avled 8 maj 1994 av lunginflammation som han ådragit sig i samband med cancerbehandlingen.

## Filmografi (urval)
- 1957 – Den utstötte
- 1959 – Stormeld
- 1960 – Tag vad du vill ha
- 1960 – De underjordiska
- 1961 – Frukost på Tiffany's
- 1962 – Så vanns vilda västern
- 1963 – Segrarna
- 1964 – De hänsynslösa
- 1965 – På främmande mark
- 1965 – The Third Day
- 1966 – Blue Max
- 1967 – Slaget om Tobruk
- 1967 – Utmaningen
- 1968 – Blodig sammansvärjning
- 1968 – Amigo
- 1968 – De samvetslösa
- 1969 – Natt utan vittnen
- 1970 – John Shay avrättaren
- 1971 – Ett tåg till att råna
- 1972 – Attentatet
- 1972–1974 – Banacek (TV-serie)
- 1974 – Newmans lag
- 1977 – Helvetespassagen
- 1979 – Torn Between Two Lovers
- 1979 – Five Days from Home
- 1979 – Från helvete till seger
- 1980 – Kriget bortom stjärnorna
- 1981 – Jakten på Yankee Zephyr
- 1983–1987 – The A-Team (TV-serie)
- 1989 – Livsgnistan
- 1990 – Night of the Fox